# Uvarus
Uvarus es un género de coleópteros adéfagos de la familia Dytiscidae. 

## Especies seleccionadas
- Uvarus absconditus	Bilardo & Rocchi 2008
- Uvarus angustulus	Bistrom 1988
- Uvarus baoulicus bicolor	(Guignot 1948)
- Uvarus barombicus	Bilardo 1982
- Uvarus bilineatus	Guignot 1956
- Uvarus binaghii	Pederzani & Sanfilippo 1978
- Uvarus bredoi	(Gschwendtner 1943)
- Uvarus caprai	Pederzani & Sanfilippo 1978